# Laranjal Paulista
Laranjal Paulista é um município brasileiro do estado de São Paulo. Localiza-se a uma latitude 23º02'59" sul e a uma longitude 47º50'12" oeste, estando a uma altitude de 536 metros. Sua população estimada em 2024 era de 27.009 habitantes. O município é formado pela sede e pelos distritos de Laras e Maristela.

## História
Muito antes da chegada dos colonizadores, há cerca de 1 500 anos, terraços fluviais do médio Tietê já abrigavam grupos falantes de Tupi-Guarani (tradição Tupiguarani) e também povos de língua Jê que cultivavam mandioca e milho, caçavam e produziam fina cerâmica vermelha, de que são exemplo as vasilhas “cambuchícaguába” preservadas hoje no Museu Histórico Sorocabano. A presença dessas populações permanece na toponímia regional, em nomes como Tietê (“rio verdadeiro”), Sorocaba (“terra fendida”), Ipanema (“água ruim, rio sem peixes”) e Sarapuí (“mosquito que pica”).
A ocupação atual do Município se divide em duas fases: rural e urbana. A primeira fase, no início do Século XVII, foi motivada pelos grupos tropeiros que rumavam à Sorocaba. Para os pousos eles se aconchegavam à beira do que chamavam de ribeirão dos laranjais e, por onde passavam, divulgavam que “a partir das suas acanhadas margens vislumbrava-se a existência de alongadas e férteis terras”, atraindo os primeiros pequenos agricultores.
Iniciando a fase urbana, em 1884, seguindo o traçado das obras da Estrada de Ferro Sorocabana e a ela se antecipando, chegava Delfino de Mello à localidade denominada de Laranjal. Adquiriu considerável gleba de terra e, para explorar comercialmente, construiu uma casa de pensão para abrigar os trabalhadores da ferrovia. Em curto espaço de tempo o local despertou o interesse de famílias da região para outras atividades comerciais dando início ao núcleo urbano.
Ainda em 1884, Delfino de Mello doou terreno para a construção de uma capela na vila que, em 1886, tornar-se-ia o distrito policial de Laranjal e com a primeira escola pública outras benfeitorias se juntariam: agência postal, cartório de registro civil, a paróquia, telefone público, iluminação elétrica.
A Abolição de 1888 integrou ainda ex-escravizados à vida comunitária — preservando congadas, modas de viola e outras tradições. Em 30 de novembro de 1896, pela Lei Estadual nº 460, cria-se o distrito de Laranjal, pertencendo ao município e comarca de Tietê, no mesmo território do então distrito policial. O povoado é elevado à categoria de vila e sede do distrito por força da Lei Estadual n.º 1.038, de 19 de dezembro de 1906. Logo em seguida, na década de 1910, chegavam imigrantes italianos e sírio-libaneses que abriram casas comerciais e pequenas indústrias, ampliando a diversidade étnica do futuro município criado pela Lei Estadual nº 1.555, publicada em 10 de outubro de 1917, que criava o Município de Laranjal que, pelo Decreto Federal nº 14.334/1944, passou a chamar-se Laranjal Paulista.

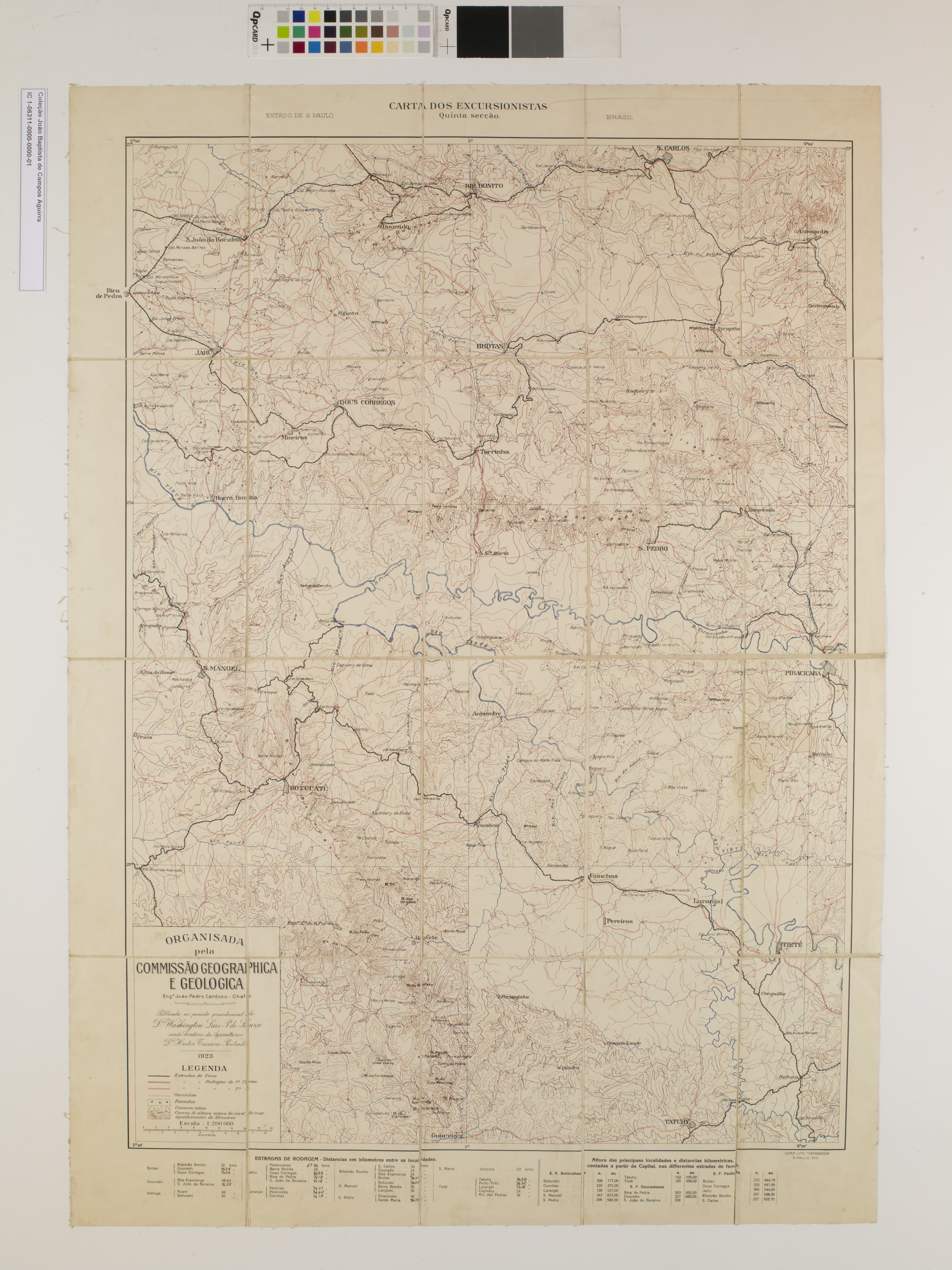
Carta dos Excursionistas - 5ª seção (1923) com Laranjal Paulista no canto inferior direito.

## Geografia
- Área 384,274 km²
- Localização  - Fica na Depressão Periférica Paulista entre o Planalto Atlântico – região da capital – e o Planalto Ocidental – região de Botucatu.
- Principal Via de Acesso - Rodovia Marechal Rondon
- Hidrografia - Rio Tietê e Rio Sorocaba e mais seis ribeirões e seis córregos
- Tipo de solo - Policultura e em algumas partes condicionantes geológicos proporcionam a exploração de recursos minerais como areia, argila, brita, calcário empregados na construção civil.
- Climatologia:
  - Temperatura média anual - 23,27°C
  - Precipitação pluviométrica  - 1.257,0 mm.

### Hidrografia
- Rio Tietê
- Rio Sorocaba

### Rodovias

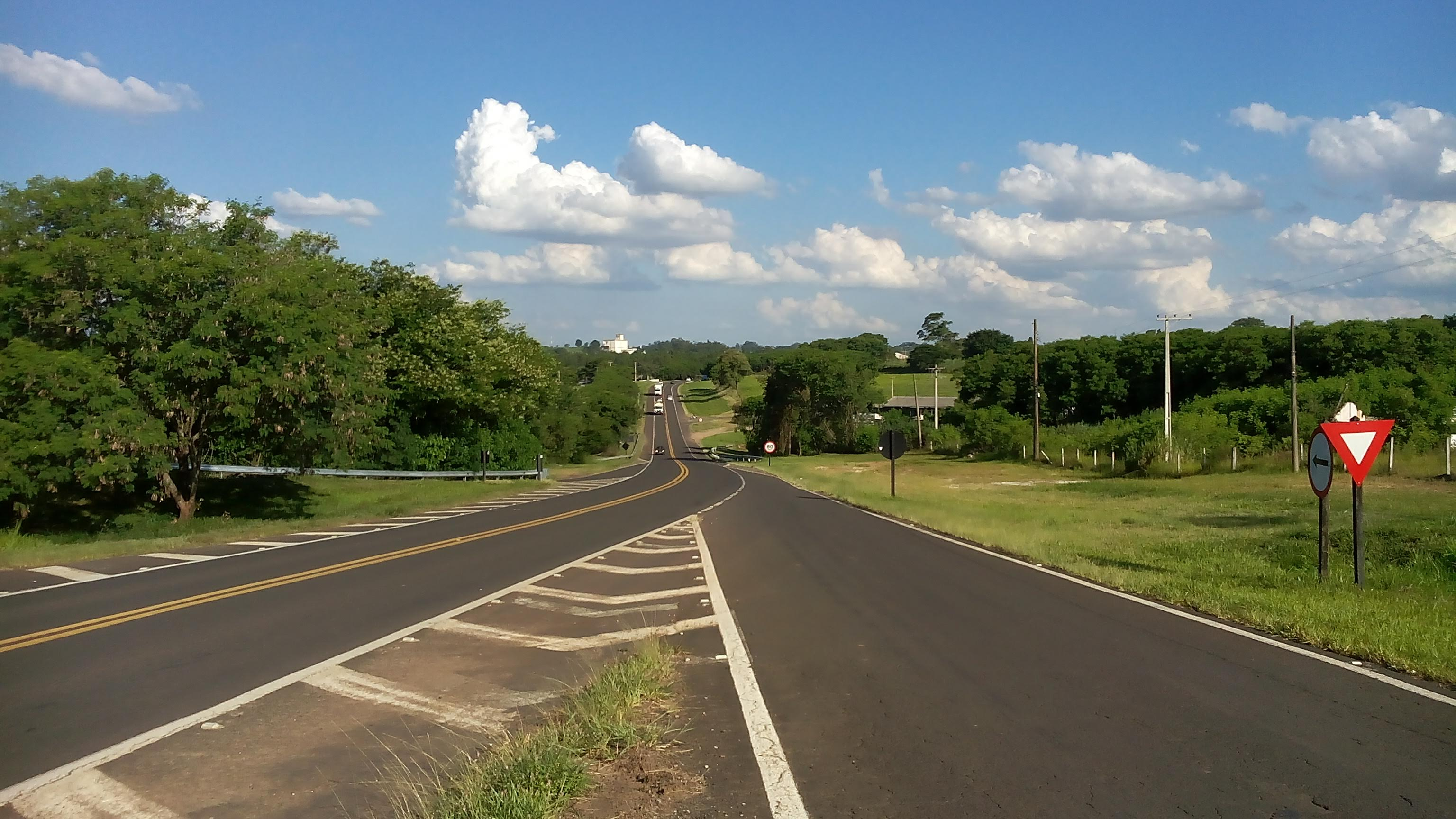
Rodovia Marechal Rondon, próximo do trevo do km 174.

- SP-300 - Rodovia Marechal Rondon

### Ferrovias
- Linha Tronco da antiga Estrada de Ferro Sorocabana [9]

## Demografia

### População
| Crescimento populacional                             | Crescimento populacional | Crescimento populacional | Crescimento populacional |
| Ano                                                  | População Total          |                          | %±                       |
| ---------------------------------------------------- | ------------------------ | ------------------------ | ------------------------ |
| 1920                                                 | 9 777                    |                          | —                        |
| 1925                                                 | 11 451                   |                          | 17,1%                    |
| 1934                                                 | 10 503                   |                          | −8,3%                    |
| 1937                                                 | 11 228                   |                          | 6,9%                     |
| 1940                                                 | 12 773                   |                          | 13,8%                    |
| 1946                                                 | 14 011                   |                          | 9,7%                     |
| 1950                                                 | 12 036                   |                          | −14,1%                   |
| 1958                                                 | 11 332                   |                          | −5,8%                    |
| 1960                                                 | 12 881                   |                          | 13,7%                    |
| 1970                                                 | 13 107                   |                          | 1,8%                     |
| 1980                                                 | 15 172                   |                          | 15,8%                    |
| 1991                                                 | 19 144                   |                          | 26,2%                    |
| 2000                                                 | 22 145                   |                          | 15,7%                    |
| 2010                                                 | 25 251                   |                          | 14,0%                    |
| 2022                                                 | 26 261                   |                          | 4,0%                     |
| Est. 2024                                            | 27 009                   | [ 10 ]                   | 2,8%                     |
| Fontes: Censos Demográficos IBGE e Estimativas SEADE |                          |                          |                          |

### Dados demográficos
Dados do Censo - 2010 
- População total: 25.251
  - Urbana: 22.612
  - Rural: 2.639
  - Homens: 12.465
  - Mulheres: 12.786
- Densidade demográfica (hab./km²): 65,71
- Mortalidade infantil até 1 ano (por mil): 15,1
- Expectativa de vida (anos): 74,7
- Taxa de fecundidade (filhos por mulher): 1,8
- Taxa de alfabetização: 88,40%
- Índice de Desenvolvimento Humano (IDH-M): 0,729 [16]
- IDH-M Renda: 0,732
- IDH-M Longevidade: 0,829
- IDH-M Educação: 0,639

## Política e administração

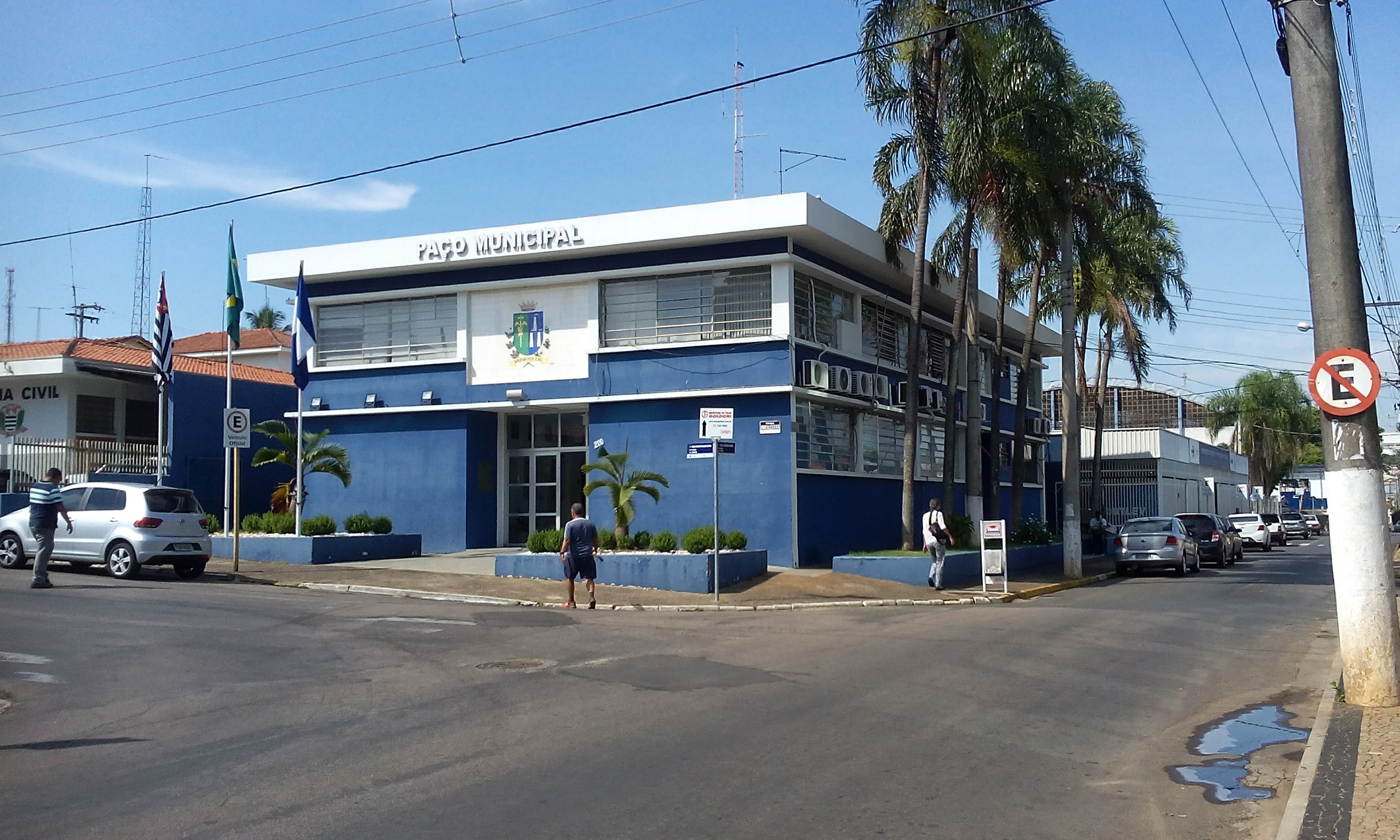
Prefeitura Municipal.

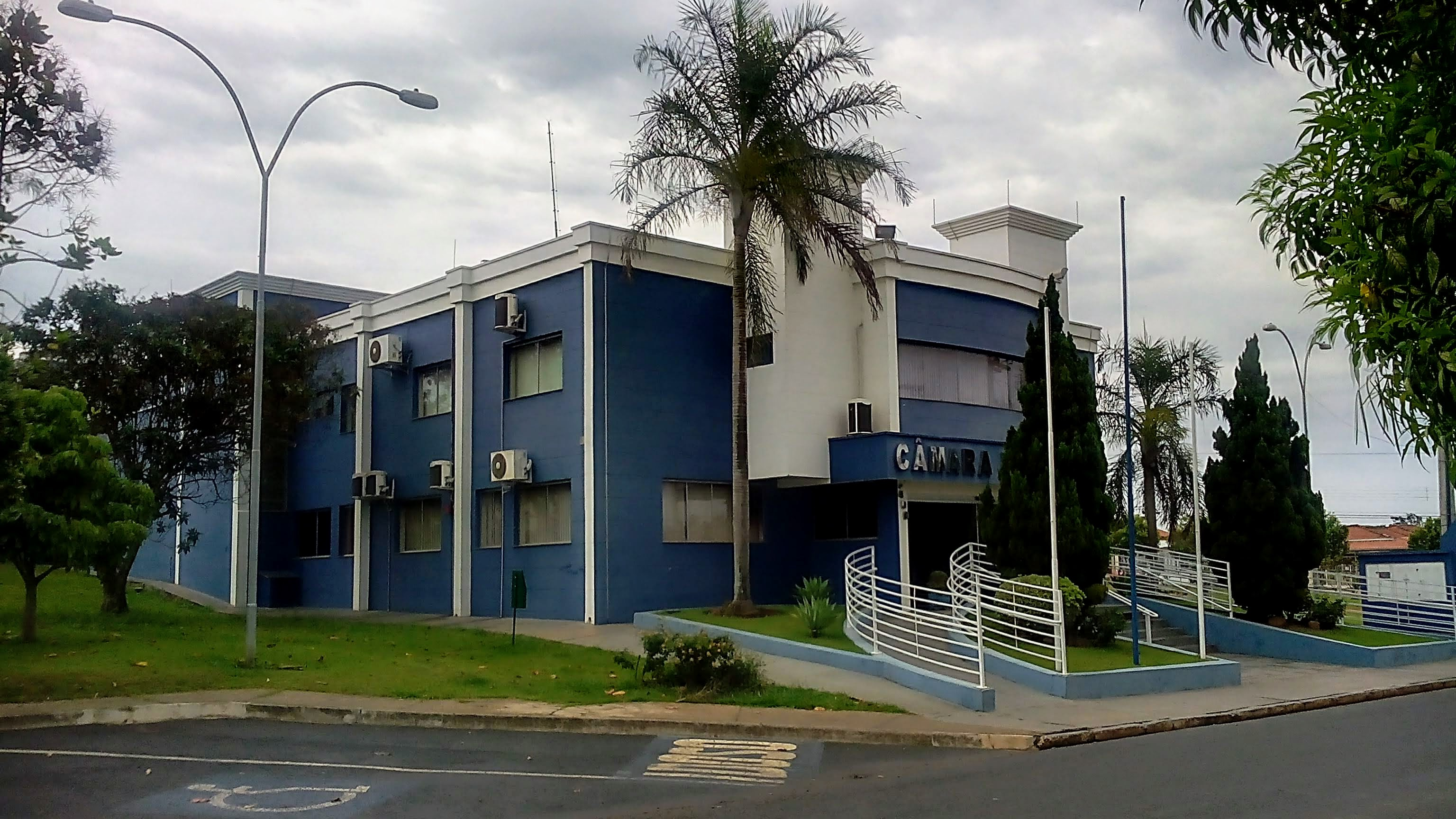
Câmara Municipal.

- Prefeito: Alcides de Moura Campos Junior. (2017/2020)
- Vice-prefeito: Air Pires de Campos
- Presidente da câmara: Carlos Alberto Rossi (2017/2018) / Nilso Ventris (2015/2016) / Djalma Valdemir Bordignon (2013/2014)
- Vereadores: Gestão 2013/2016
  - Antonio Valdecir Berto
  - Carlos Alberto Rossi
  - Celso Donizete Barbosa
  - Djalma Valdemir Bordignon
  - Edna Roma (suplente de Fabio José de Oliveira)
  - Ivete Aparecida Migliani
  - José Francisco de Moura Campos
  - Newton Gazonato (suplente de Antonio Rinaldo Martins)
  - Nilso Ventris
  - Regina Maria de Araujo Abdala
  - Vicenti Di Santi Filho

- Vereadores: Gestão 2017/2020
  - Carlos Alberto Rossi - PSB
  - Claudia Regina Martins Correia Alves - PSDB
  - Fabio Laurenti Gadelha de Almeida - PSDB
  - Ivete Aparecida Migliani - PPS
  - José Francisco de Moura Campos - PTB
  - Jose Roque de Camargo - PSDB
  - Nilso Ventris - PROS
  - Pablo Guilherme Garpelli Arruda - PMDB
  - Regina Maria de Araujo Abdala - SD
  - Rodrigo Marson Marcon - PPS
  - Tiago Roma Zanchetta - PMDB

### Subdivisões

#### Distritos
- Laras
- Maristela

#### Bairros
Bairros urbanos:

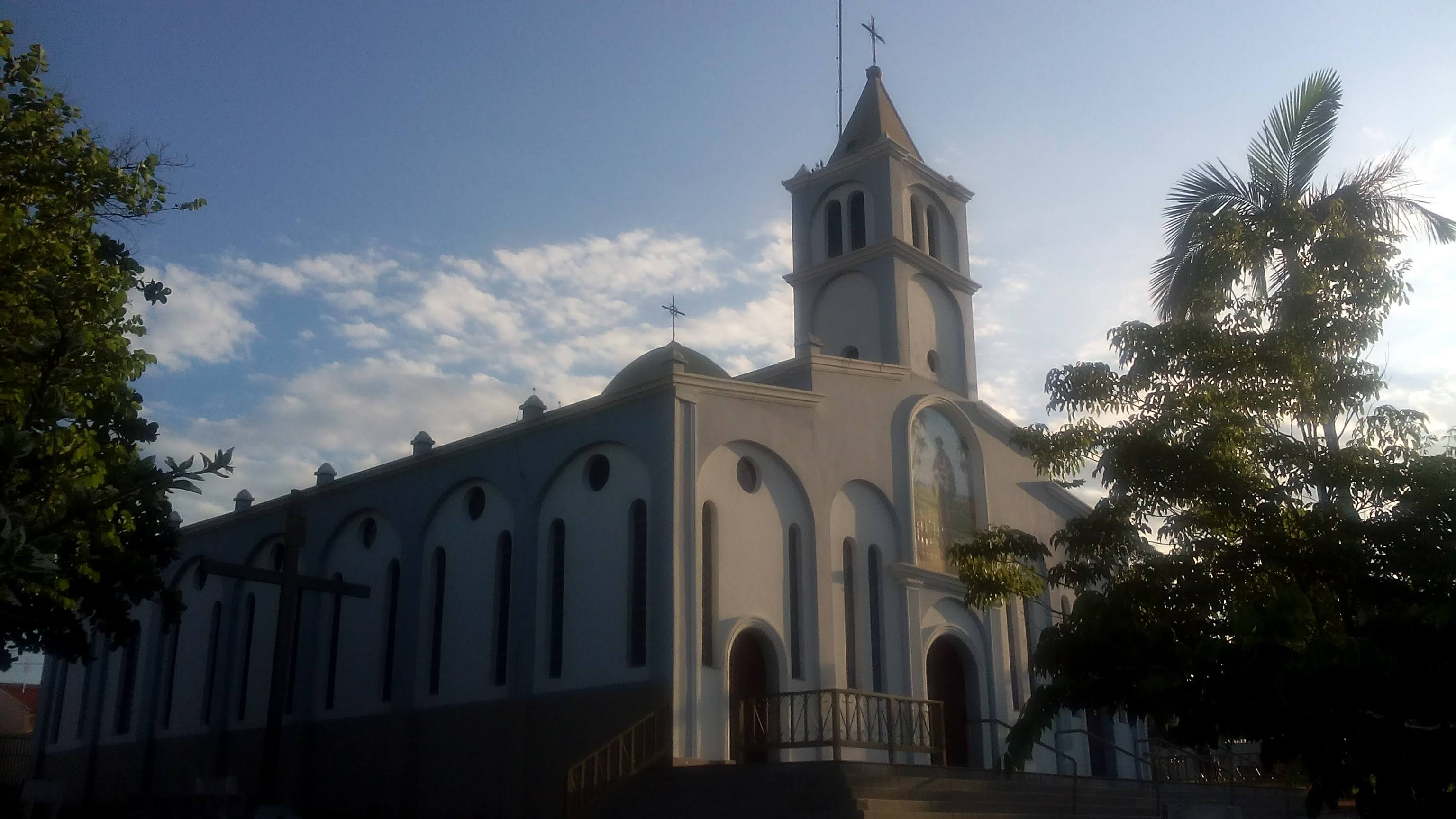
Capela São Benedito, bairro São Benedito.

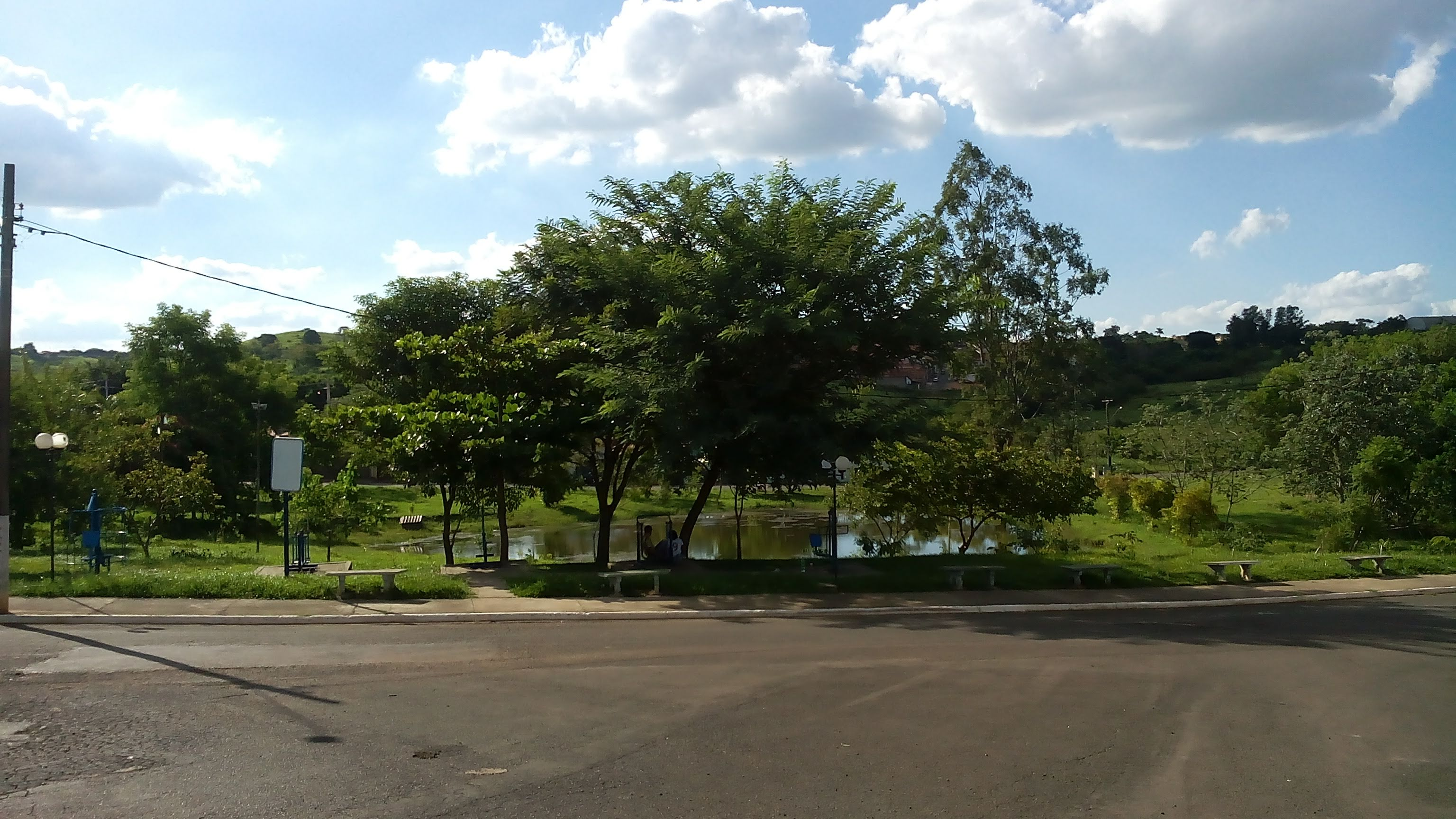
Praça Domingos Fuglini, no bairro Pedro Zanella.

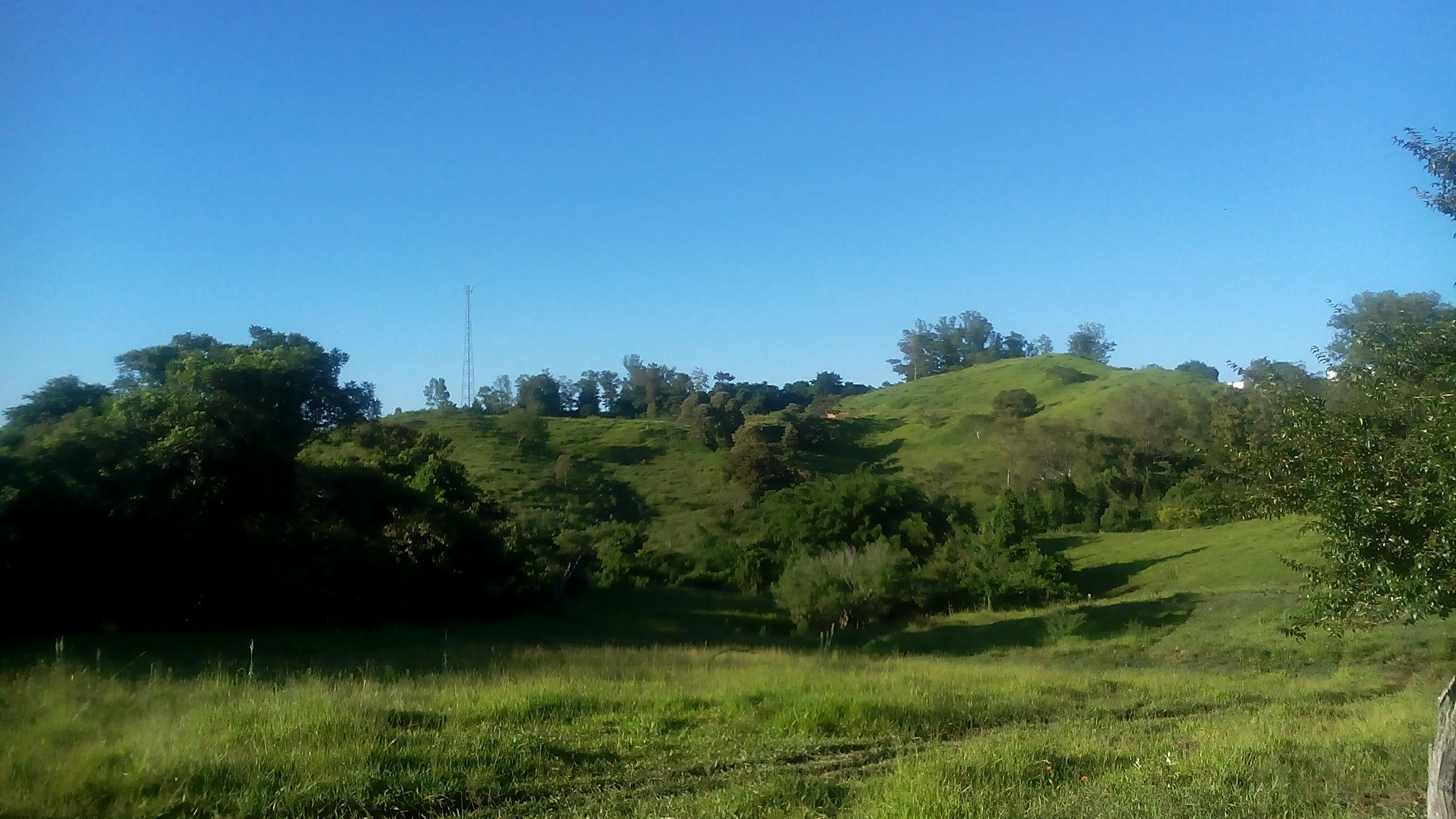
Vista para as encostas do Bairro da Ponte.

- Bairro Matadouro (antigo Dito Padeiro)
- Bairro Pedro Pinto
- Bairro São Benedito
- Bairro São Roque
- Conjunto Habitacional Carlos Vicente Di Santi
- Conjunto Habitacional João Roma
- Conjunto Habitacional Jardim Joia do Tronco
- Conjunto Habitacional Nello Parducci
- Conjunto Habitacional Pedro Zanella
- Jardim 10 de Outubro
- Jardim Alto dos Laranjais
- Jardim Alto dos Laranjais II
- Jardim Ambiental
- Jardim Elite
- Jardim Europa
- Jardim das Palmeiras
- Jardim Pedro Zalla (também conhecido como Vila Zalla)
- Jardim São Cristóvão
- Residencial Colinas do Laranjal
- Residencial Solar
- Vila Conceição
- Vila Bela Vista
- Vila Darcy
- Vila Félix
- Vila São José
- Vila Toti

Localidades rurais, também chamados popularmente de "bairros":
- Abaulado
- Abóboras
- Entre Rios (Batalheira)
- Barro Preto
- Bicame
- Boa Vista
- Bom Jardim
- Itapuá
- Jequitaia
- Morro Alto
- Morro Vermelho
- Pantojas
- Parazinho
- Pederneiras
- Pires (Padeiros)
- Ribeirão de Dentro
- Tira-Saia
- Turma Velha

## Economia
Atualmente a economia do município está voltada para avicultura, cerâmica, cultura de cana de açúcar e fabricação de brinquedos.

### Agricultura
- A policultura de café, algodão, feijão, milho já foi a base econômica do município. Em 1990 cedeu lugar à pecuária, com a cana-de-açúcar, houve algum incentivo a pequenos agricultores.

## Infraestrutura

### Comunicações
O sistema de telefones automáticos foi inaugurado na cidade em 1973 pela Telecomunicações de São Paulo (TELESP), que também implantou o sistema de discagem direta à distância (DDD) em 1979 com o código de área (0152). Anteriormente a cidade era atendida pela Companhia Telefônica Brasileira (CTB).
Na década de 90 o código DDD da cidade foi alterado para (015), para padronização do sistema telefônico com a telefonia celular que estava sendo implantada em todo o estado.

## Turismo

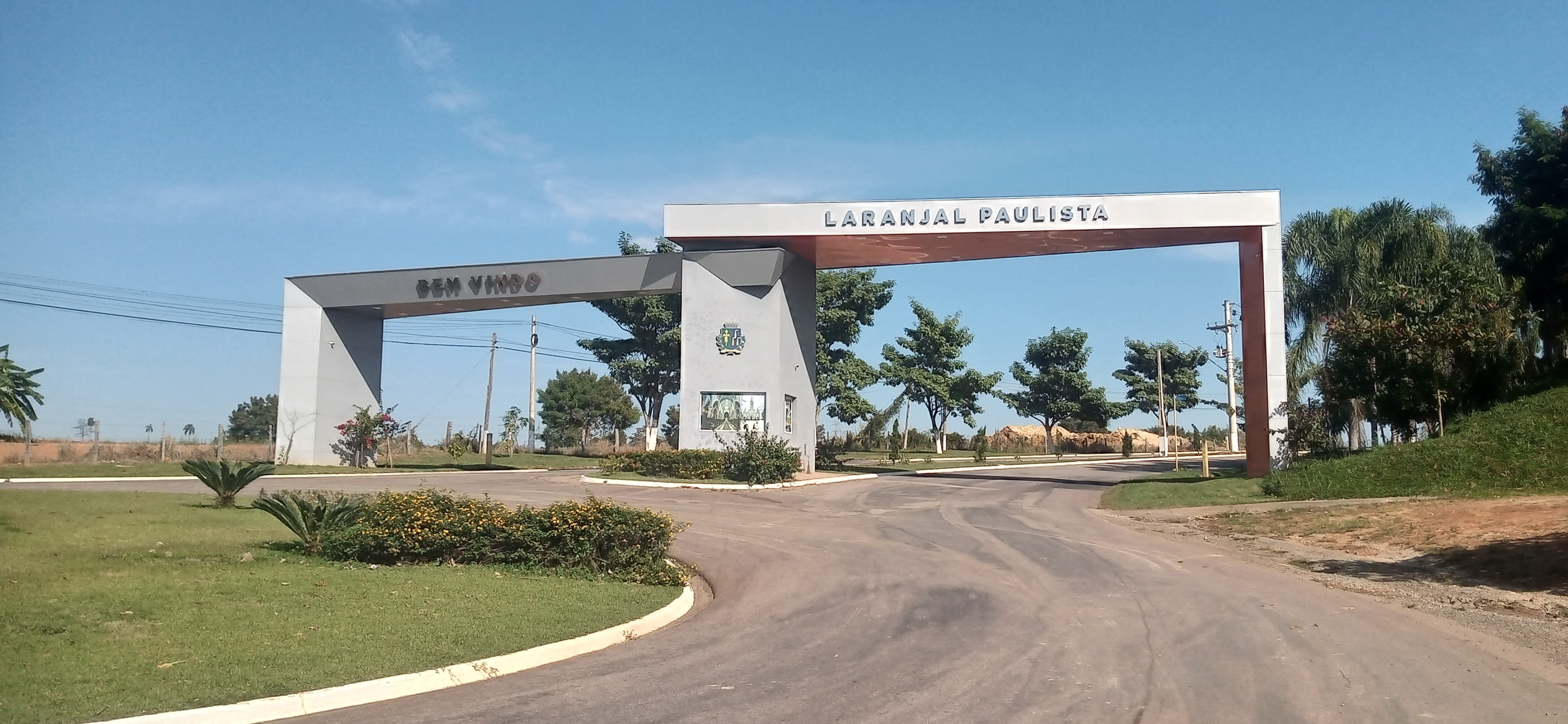
Portal Turístico.

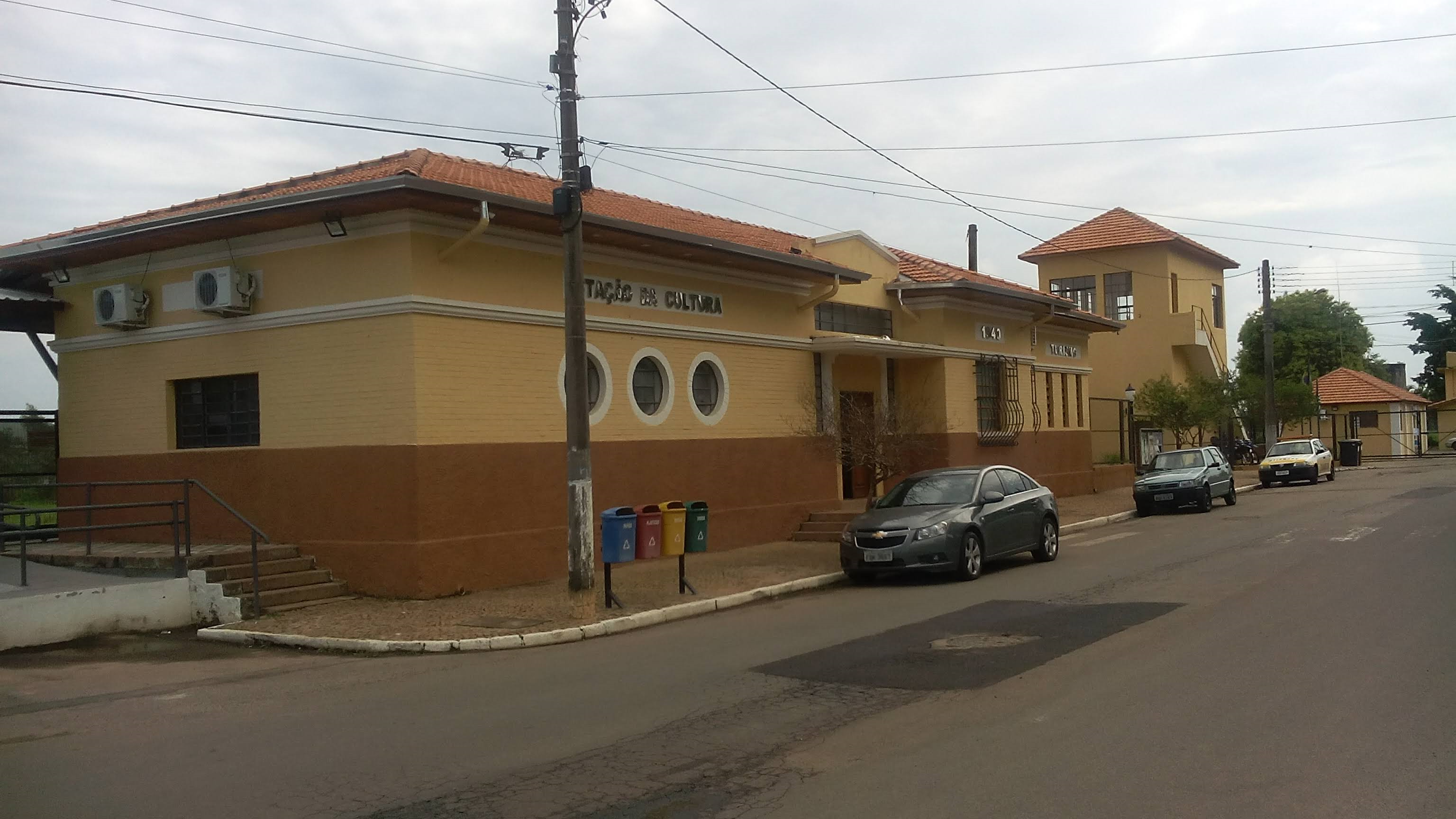
Estação da Cultura e Turismo, na antiga estação.

O município é integrante da Região Turística Raízes do Interior Paulista e, pela Lei Estadual nº 16.720 de 2018, passou a ser considerado e certificado como Município de Interesse Turístico.
Os eventos locais que integram o Calendário Turístico do Estado de São Paulo são os seguintes: a "Festa de São João Batista" (em junho), a "Copa Brasil de Futebol Infantil" (em julho) e a "Festa do Peão Boiadeiro" (em outubro).

### Festa de São João Batista
Tradicional Festa de São João celebrada em louvor ao padroeiro da cidade, que dura de uma semana a dez dias, terminando no dia 24 de junho, dia de São João (feriado municipal).
Neste dia, realiza-se uma procissão pelas ruas centrais do município, reunindo imagens de outros santos que representam as demais paróquias de Laranjal, tais como São Benedito, São Roque, Nossa Senhora Aparecida e vários outros. No fim da procissão é celebrada uma missa em louvor ao padroeiro, com uma grande queima de fogos ao seu encerramento.
Na parte profana, isto é, não religiosa, barracas de entidades municipais são montadas ao redor do Largo São João, onde se situa a Igreja Matriz da cidade, as quais vendem bebidas, comidas tradicionais e artesanato a fim de arrecadar fundos. Também é montado um palco para a apresentação de grupos folclóricos e bandas contratadas pela comissão de festas para entreter os cidadãos e visitantes de outras localidades que sempre comparecem para prestigiar a festa. Todo dia 24 de junho, já pela manhã, tem início atividades que remetem às origens da Festa, tais como leilão de lenha, leitoa ensebada, pau de sebo, leilão de gado e demais prendas.
Todo o entorno do Largo São João (praça central da cidade) é decorado com bandeirinhas coloridas e também ocorre a quadrilha, geralmente formada por estudantes ou integrantes de grupos da terceira idade. A Festa já é realizada há mais de 100 anos e é a principal atração da cidade, sendo considerada um patrimônio cultural por muitos.

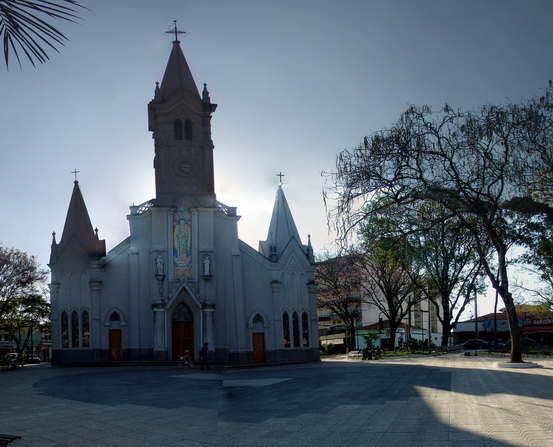
Igreja São João Batista.
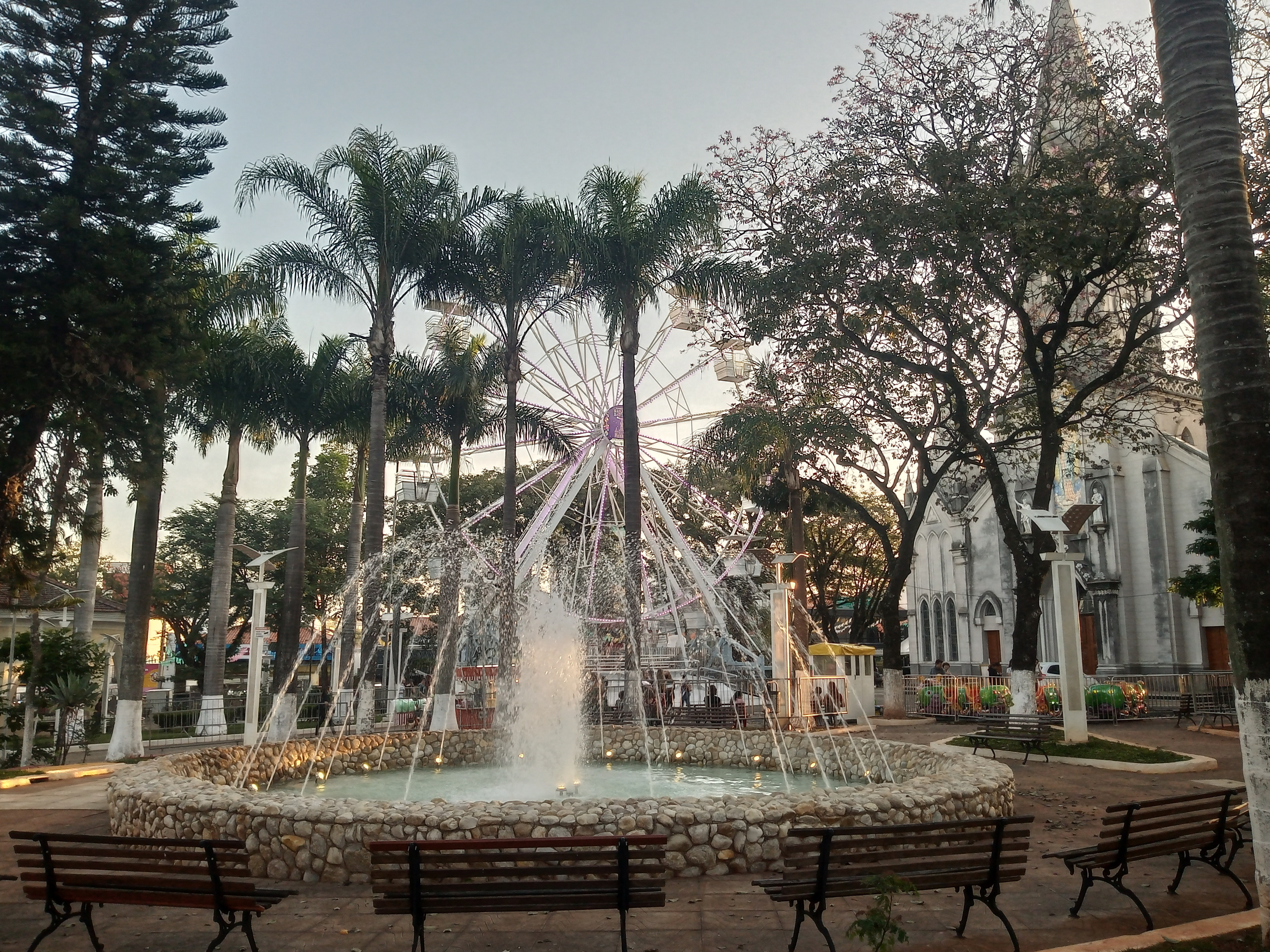
Festa de São João no Centro da cidade.
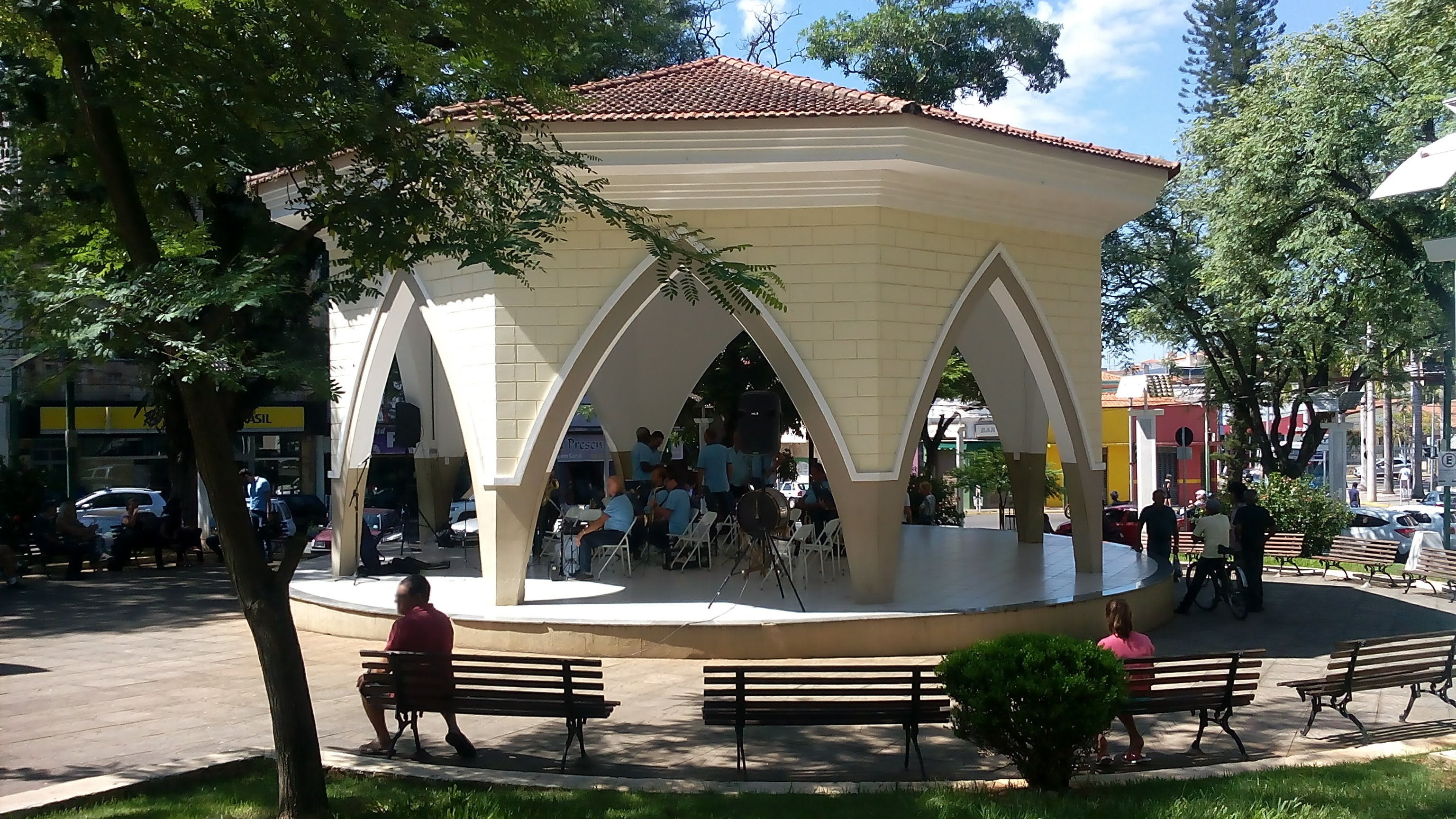
Música no coreto do Largo São João.
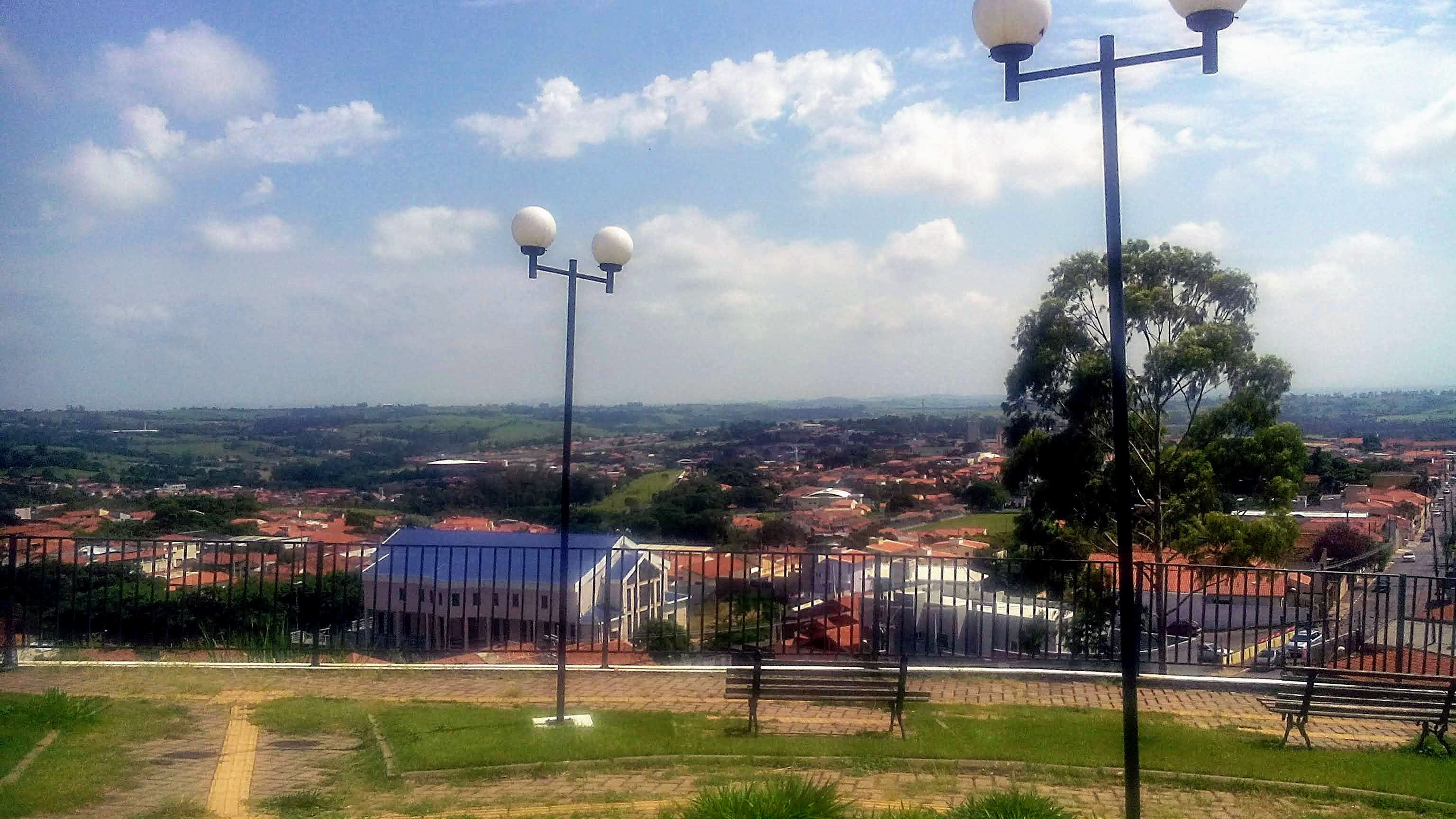
Vista do Mirante Municipal.
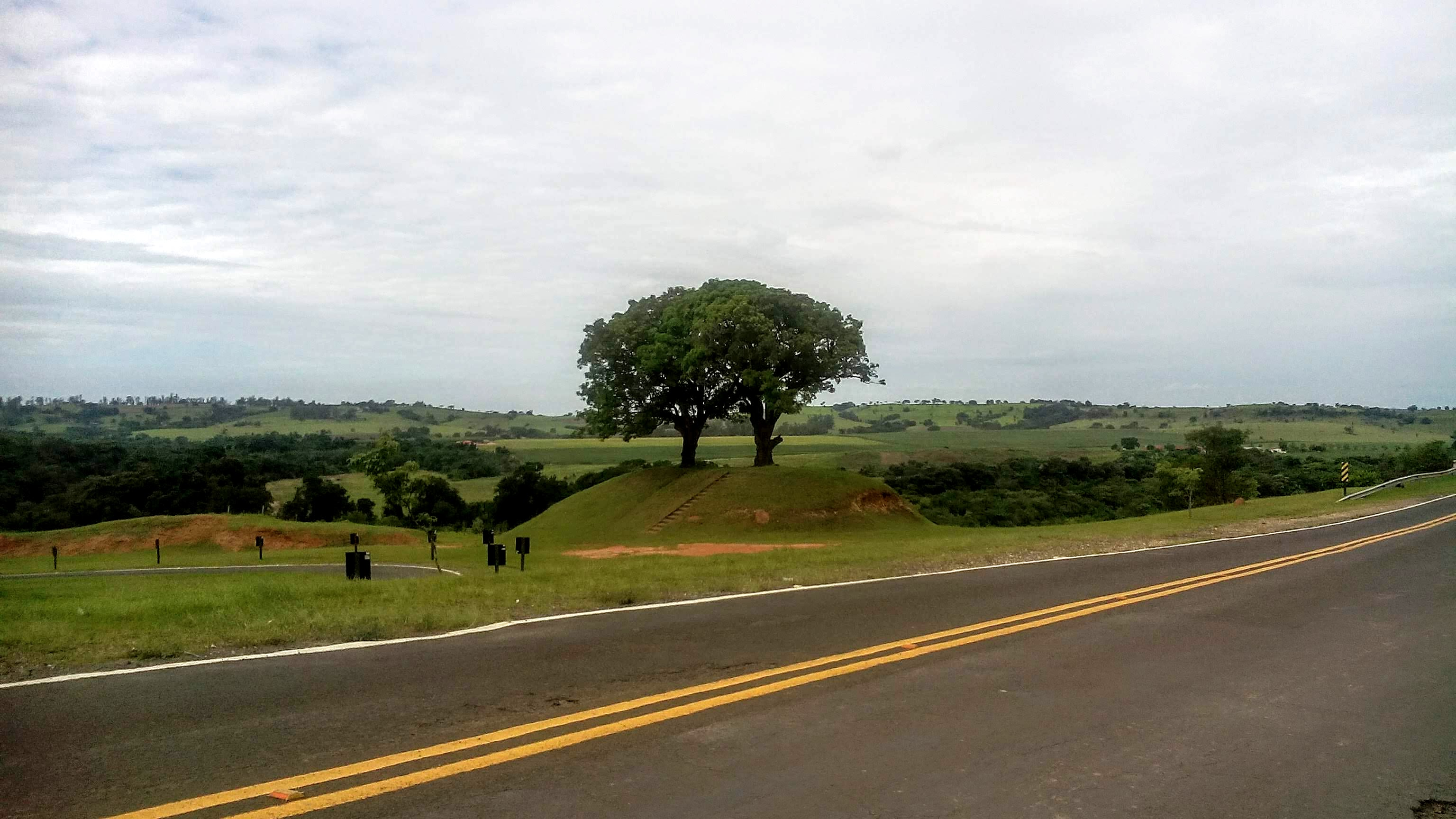
Árvores Gêmeas, patrimônio paisagístico.

## Filhos ilustres
- Antônio Petrin, ator
- Bruna Zanardo, modelo
- Norma Discini, Escritora e semioticista da USP (Universidade de São Paulo)

## Religião
O Cristianismo se faz presente na cidade da seguinte forma:

### Igreja Católica
- A igreja faz parte da Arquidiocese de Botucatu.[26]

### Igrejas Evangélicas
Entre as igrejas protestantes históricas, pentecostais e neopentecostais, encontram-se na cidade:
- Assembleia de Deus Ministério do Belém.[29][30]
- Congregação Cristã no Brasil.[31]